# Söderenergi
Söderenergi AB är ett energiproducerande företag med säte i Södertälje. Söderenergi producerar fjärrvärme för cirka 300 000 personer, kontor och industrier i södra Storstockholm samt elektricitet motsvarande förbrukningen av 100 000 hushåll. 

## Ägandeförhållanden
Söderenergi ägs av Telgekoncernen (42%) och av Södertörns Energi AB (58%). Södertörns Energi är ett förvaltningsbolag ägt av Huddinge kommun och Botkyrka kommun. Fjärrvärmenätet inom Söderenergis upptagningsområde är Sveriges tredje största sammanhängande nät. Söderenergi har också produktionssamarbete med Fortum.

## Anläggningar och bränsle
Söderenergi eldar främst returbränslen och ambitionen är att produktionen ska ingå som en naturlig del i kretsloppet. Returbränslen består av utsorterat och kvalitetskontrollerat papper, trä och plast som inte kan återvinnas och kommer från kontor, affärer och industrier. 
Söderenergi producerar för närvarande (2010) cirka 1900 GWh  i fem olika verk:
- Igelsta kraftvärmeverk i Södertälje
- Igelstaverket i Södertälje
- Fittjaverket i Botkyrka kommun
- Huddinge Maskincentral i Huddinge kommun
- Geneta Panncentral i Södertälje.

Av dessa utgör Igelsta kraftvärmeverk, Igelstaverket och Fittjaverket  de största enheterna. Igelsta kraftvärmeverk stod klar i december 2009 och var då Sveriges största bioeldade kraftvärmeverk. Verket eldas huvudsakligen med skogsflis. Igelstaverket vid Södertälje kanal byggdes från början som ett kolkraftverk. På 1990-talet genomfördes en ombyggnad för att kunna elda med biobränslen och returbränslen. Fittjaverket eldas i början med eldningsolja men byggdes år 2008 om för främst bränslepellets.

## Bilder

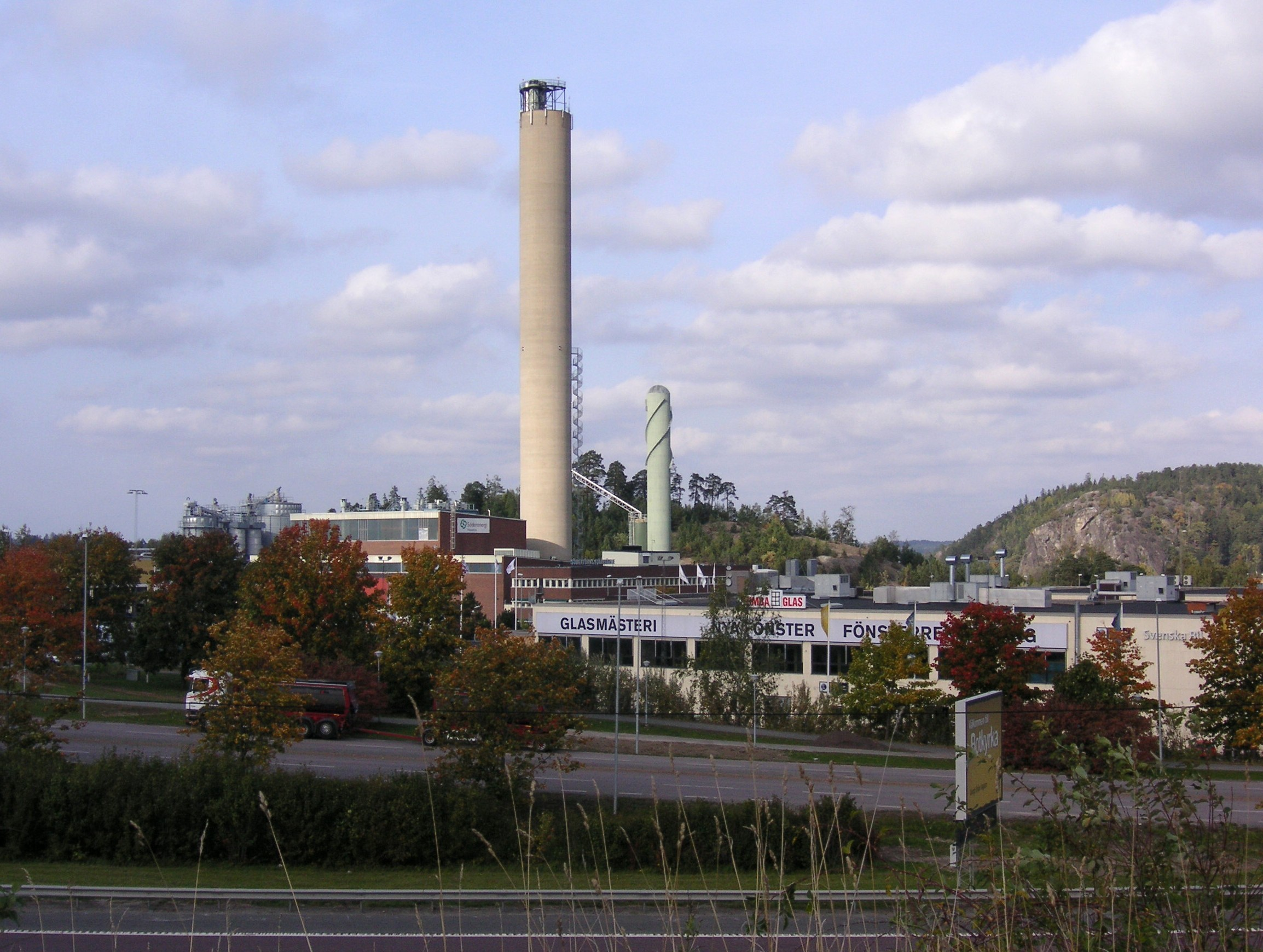
Fittjaverket, Söderenergis anläggning i Slagsta
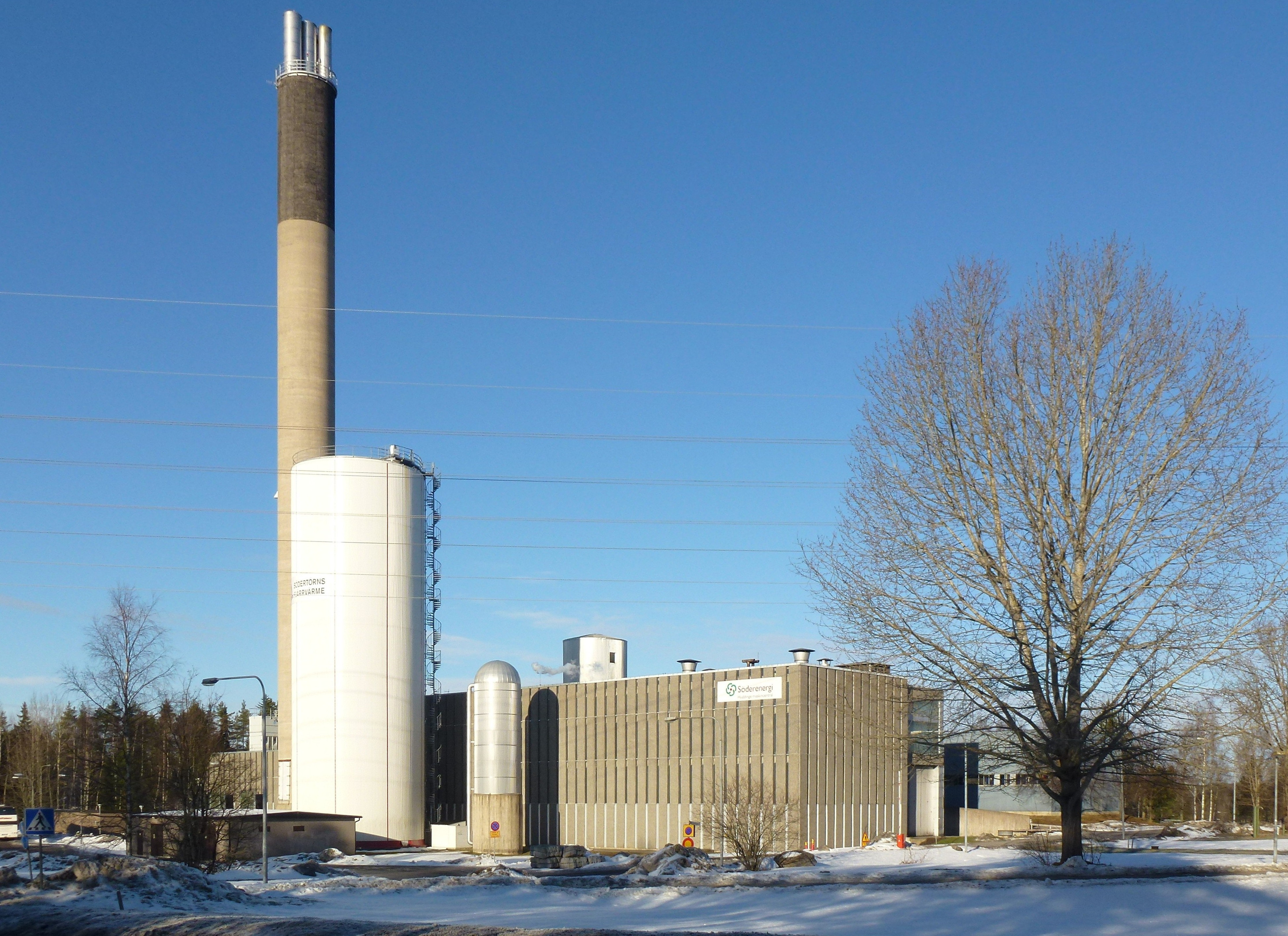
Huddinge Maskincentral i Flemingsberg